# Robin Le Normand
Robin Le Normand, właśc. Robin Aimé Robert Le Normand (hiszp. wym. [ˈɾoβin ˈle noɾˈmand]; ur. 11 listopada 1996 w Pabu) – hiszpański piłkarz pochodzenia francuskiego, występujący na pozycji środkowego obrońcy w hiszpańskim klubie Atlético Madryt oraz w reprezentacji Hiszpanii. Zwycięzca Mistrzostw Europy 2024. 
Złoty medalista Ligi Narodów UEFA w sezonie 2022/2023 i zdobywca Pucharu Króla w sezonie 2019/2020.